# Dolianova
Dolianova település Olaszországban, Szardínia régióban, Cagliari megyében. Lakosainak száma 9451 fő (2023. január 1.). Dolianova Sant’Andrea Frius, Serdiana, Sinnai, Soleminis, Villasalto és San Nicolò Gerrei községekkel határos.

## Népesség
A település lakossága az elmúlt években az alábbi módon változott:
| Lakosok száma | 9692 | 9696 | 9451 |
|               | 2017 | 2018 | 2023 |

## Képek

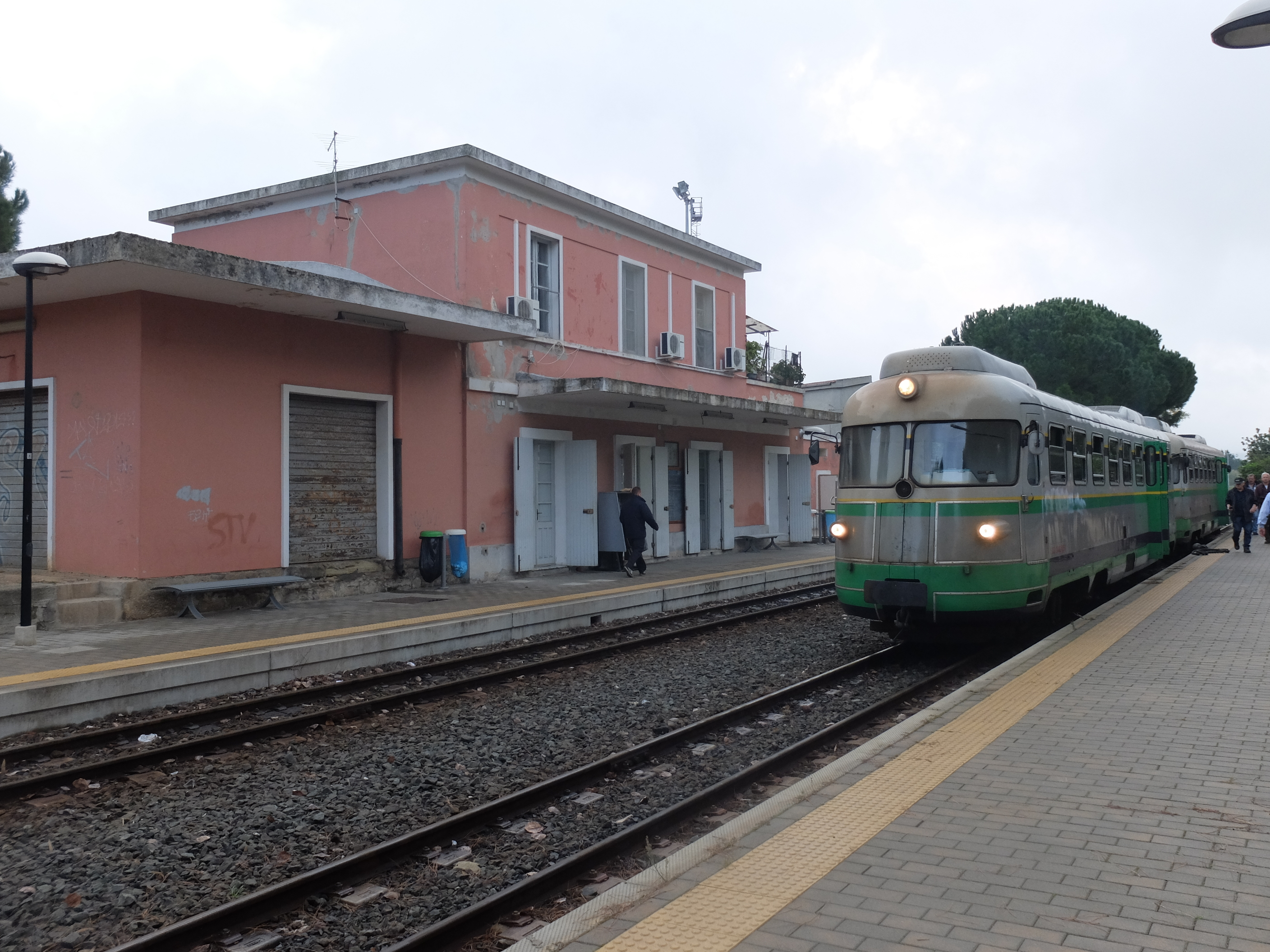
A vasútállomás
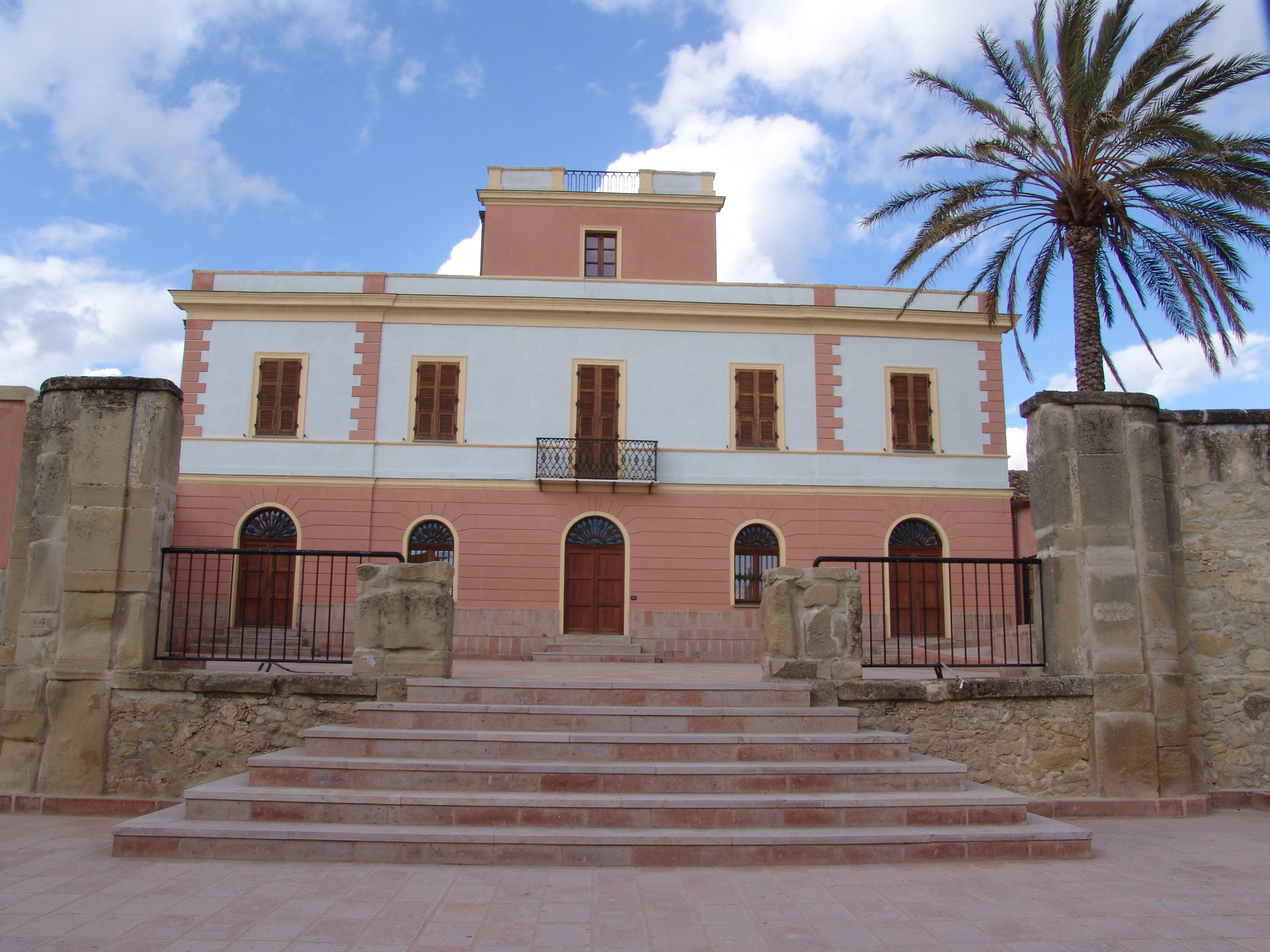
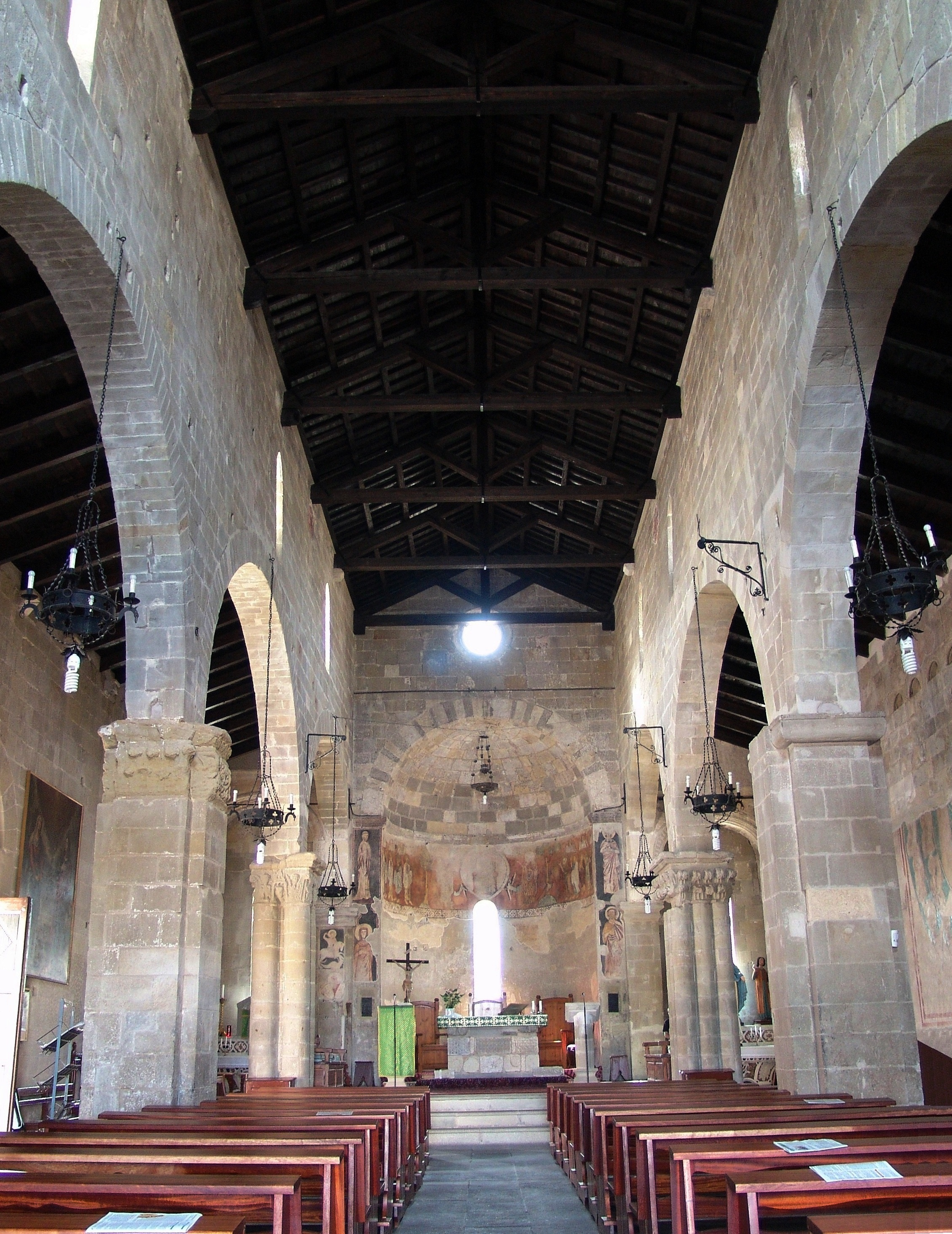
A Szent Pantaleo templom belseje